# Боровляни
Боровляни (біл. вёска Бараўляны) — село в складі Борисовського району Мінської області, Білорусь. Село підпорядковане Зембинській сільській раді, розташоване в північно-східній частині області.